# Замивна вулиця
Замивна́ ву́лиця — вулиця в Голосіївському районі міста Києва, місцевість Віта-Литовська. Пролягає від Дібровної вулиці до Підбірної вулиці.

## Історія
Вулиця виникла в середині XX століття. Сучасна назва — з 1957 року. У деяких джерелах зазначена під назвою Заливна вулиця.